# Botschaft von Burkina Faso in Berlin

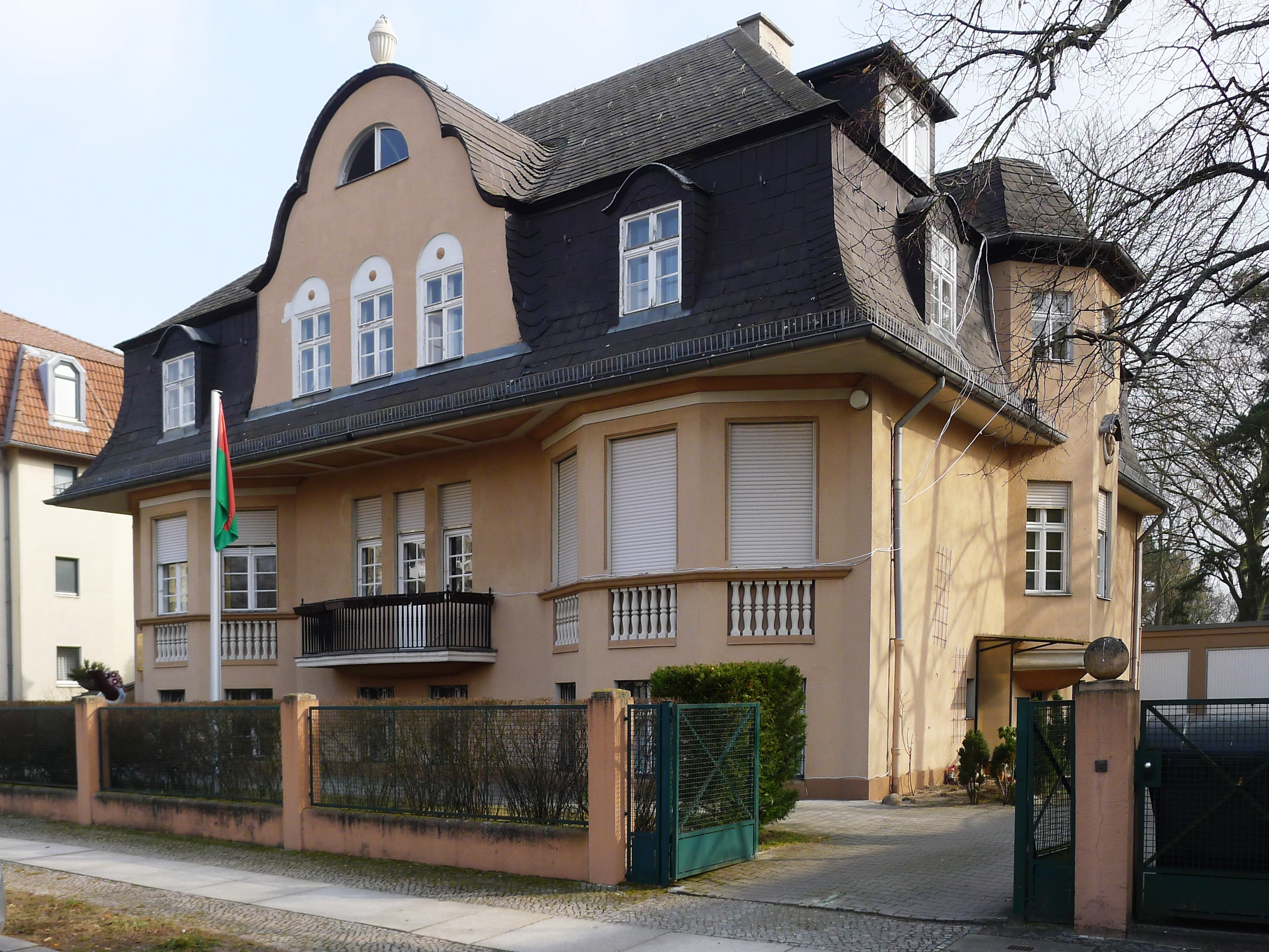
Botschaftsgebäude Karolingerplatz 10/11

Die Botschaft von Burkina Faso in Berlin ist die diplomatische Vertretung von Burkina Faso in Deutschland. Sie hat ihren Sitz am Karolingerplatz 10/11 im Ortsteil Westend des Bezirks Charlottenburg-Wilmersdorf.
Botschafter ist seit dem 12. Juni 2023 Toro Justin Ouoro.
Burkina Faso unterhält Honorarkonsulate in Hannover, München und Potsdam.

## Geschichte der diplomatischen Beziehungen
Die ehemalige französische Kolonie Obervolta wurde am 5. August 1960 unabhängig. Seit 1984 trägt das Land den Namen Burkina Faso.
Am 31. August 1960 nahmen Obervolta und die Bundesrepublik Deutschland diplomatische Beziehungen auf. Die Botschaft  hatte ihren Sitz in der Wendelstadtallee 18 in Bonn-Bad Godesberg. Wegen des Umzugs von Bundestag und Regierung nach Berlin verlegte auch sie ihren Sitz in die neue deutsche Hauptstadt. Sie befindet sich am Karolingerplatz 10/11 im Ortsteil Westend.
Seit dem 13. April 1973 bestanden diplomatische Beziehungen zwischen Obervolta und der DDR. Sie endeten mit der deutschen Wiedervereinigung im Jahr 1990. Der Botschafter Obervoltas / Burkina Fasos in Moskau war in der DDR zweitakkreditiert.

## Botschafter (seit 2012)
- 2012, 24. Februar: Marie Odile Bonkoungou Balima[5]
- 2015, 10. November: Simplice Honoré Guibila[6]
- 2023, 12. Juni: Toro Justin Ouoro[7]

## Gebäude
Die Villa am Karolingerplatz 10/11 in Berlin-Westend wurde 1915–17 nach Plänen von Max Werner für den Kaufmann Max Holländer errichtet. Otto Block gestaltete das Gebäude 1959 für den Verein Deutscher Maschinenbau-Anstalten um. Seit 2000 befindet sich hier die Botschaft Burkina Fasos. Das Wohnhaus steht unter Denkmalschutz.